# Joseph Huddart

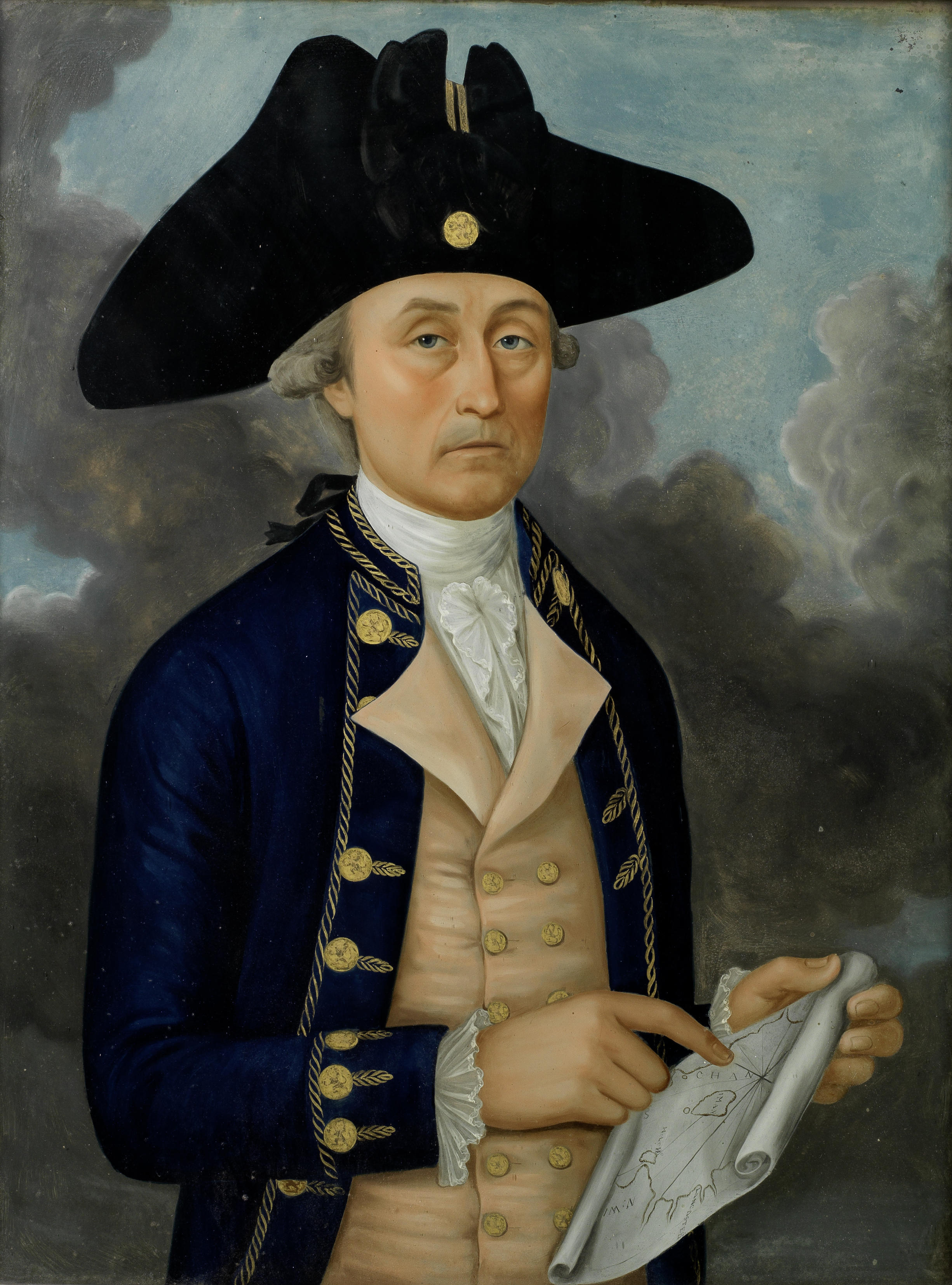
Joseph Huddart um 1785

Joseph Huddart (* 11. Januar 1741 in Allonby, Cumberland, England; † 1816) war ein englischer Kapitän, Ingenieur und Hydrograph. Er gilt als der Erfinder des Winkelmessers mit drei Armen.

## Leben
Er wurde als einziger Sohn von William Huddart und seiner Frau Rachel geboren.

## Forschungsreisen
Für die Ostindien-Kompanie segelte er 1773 nach Sumatra.